# 卡利斯特拉季夫卡
47°36′51″N 29°37′9″E / 47.61417°N 29.61917°E
卡利斯特拉蒂夫卡（烏克蘭語：Калістратівка）是位於烏克蘭西南部的村莊，由敖德萨州波季利斯克区的奧克尼市鎮負責管轄。該村始建於1840年，面積0.36平方公里，海拔高度228米，2001年人口107，人口密度每平方公里297.22人。